# Sara Wedlund
Sara Wedlund (Suecia, 27 de diciembre de 1975-11 de junio de 2021) fue una atleta sueca especializada en la prueba de 3000 m, en la que consiguió ser subcampeona europea en pista cubierta en 1996.

## Carrera deportiva
En el Campeonato Europeo de Atletismo en Pista Cubierta de 1996 ganó la medalla de plata en los 3000 metros, con un tiempo de 8:50.32 segundos, tras la portuguesa Fernanda Ribeiro y por delante de la española Marta Domínguez.